# 2012年度壹電視大獎得獎名單
2012年度壹電視大獎得獎名單，為香港《壹周刊》主辦第二十二屆壹電視大獎得獎名單。頒獎典禮於2012年3月28日下午二時於尖沙咀九龍香格里拉酒店舉行，頒獎嘉賓為陳志雲。

## 十大電視節目
- 第一位：天與地
- 第二位：法證先鋒III
- 第三位：怒火街頭
- 第四位：真相
- 第五位：潛行狙擊
- 第六位：On Call 36小時
- 第七位：缺宅男女
- 第八位：萬凰之王
- 第九位：點解阿Sir係阿Sir
- 第十位：4 In Love

## 十大電視藝人
- 第一位：陳　豪
- 第二位：佘詩曼
- 第三位：胡杏兒
- 第四位：張可頤
- 第五位：鍾嘉欣
- 第六位：黃宗澤
- 第七位：馬國明
- 第八位：楊　怡
- 第九位：鄭嘉穎
- 第十位：陳法拉

## 最有前途藝人
- 最有前途男藝人：張景淳
- 最有前途女藝人：樂　瞳

## 最搶戲配角
- 最搶戲男配角：黃智賢
- 最搶戲女配角：陳敏之

## 其他獎項
- Cellbone蛻變美肌女藝人大獎：徐淑敏
- GlamSmile最佳笑容藝人大獎：佘詩曼
- MOISELLE高雅時尚女藝人大獎：胡杏兒
- Toshiba聲色非凡藝人大獎：鍾嘉欣
- 惠而浦綠惜星色藝人大獎：陳　豪

## 外部連結
- 壹電視大獎2012